# Neubritannienkauz
Der Neubritannienkauz (Ninox odiosa), gelegentlich auch Neubritannien-Buschkauz oder Neuenglandsperbereule genannt, ist eine Eulenart aus der Gattung der Buschkäuze. Er kommt endemisch in Neubritannien vor.

## Merkmale
Die Länge beträgt 20 bis 23 Zentimeter, ein einzelnes Weibchen hatte ein Gewicht von 209 Gramm. Die Oberseite, der Kopf und ein breites Brustband sind dunkelbraun bis schokoladenbraun mit zahlreichen weißlichen Flecken. Die Schwungfedern und der Schwanz haben weiße Binden. Die untere Brust und der Bauch sind weiß und hellbraun gescheckt. Das braune Gesicht mit weißen Augenbrauen wird nach unten durch einen weißen Kehlfleck begrenzt. Die Augen sind kräftig gelb bis orange, der Schnabel ist hellgrünlich mit gelblicher Spitze. Die Beine sind befiedert, die Zehen gelblich braun, die Krallen dunkel hornfarben mit schwärzlichen Spitzen.

## Lebensweise
Er bewohnt Wälder im Tiefland und auf Hügeln bis 800 Meter, kommt aber auch im Kulturland und sogar in Städten vor. Die Nahrung bilden Insekten und kleine Wirbeltiere, auch Fledermäuse. Die Stimme besteht aus einem bis zu drei Minuten andauernden kontinuierlichen Gesang huu-huu-huu-huu…, der tief beginnt, dann aber höher, schneller und lauter wird.

## Verbreitung
Der Neubritannienkauz ist weit verbreitet und nicht selten in Neubritannien und auf der Nachbarinsel Umboi.